# Chlorophytina
Chlorophytina es un nuevo taxón de algas verdes clorofitas llamado también núcleo de Chlorophyta o clado UTC; este último nombre deriva de las iniciales de las familias Ulvophyceae, Trebouxiophyceae y Chlorophyceae, las cuales han sido consideradas de particular interés y son las clorofitas más ampliamente estudiadas.
Este grupo se caracteriza por el desarrollo de formas pluricelulares en muchos casos, pero especialmente por la presencia de ficoplastos, los cuales son microtúbulos observados durante la citocinesis de estas algas.

## Filogenia
Las relaciones filogenéticas no está del todo consensuadas, pero lo más probable es lo siguiente:

|  | Trebouxiophyceae                                              |
|  |                                                               |
|  | \| \| Chlorophyceae \| \| \| \| \| \| Ulvophyceae \| \| \| \| |
|  |                                                               |
|  | Chlorophyceae                                                 |
|  |                                                               |
|  | Ulvophyceae                                                   |
|  |                                                               |

|  | Chlorophyceae |
|  |               |
|  | Ulvophyceae   |
|  |               |

|  | Trebouxiophyceae                                              |
|  |                                                               |
|  | \| \| Chlorophyceae \| \| \| \| \| \| Ulvophyceae \| \| \| \| |
|  |                                                               |
|  | Chlorophyceae                                                 |
|  |                                                               |
|  | Ulvophyceae                                                   |
|  |                                                               |

|  | Chlorophyceae |
|  |               |
|  | Ulvophyceae   |
|  |               |

|  | Trebouxiophyceae                                              |
|  |                                                               |
|  | \| \| Chlorophyceae \| \| \| \| \| \| Ulvophyceae \| \| \| \| |
|  |                                                               |
|  | Chlorophyceae                                                 |
|  |                                                               |
|  | Ulvophyceae                                                   |
|  |                                                               |

|  | Chlorophyceae |
|  |               |
|  | Ulvophyceae   |
|  |               |

|  | Trebouxiophyceae                                              |
|  |                                                               |
|  | \| \| Chlorophyceae \| \| \| \| \| \| Ulvophyceae \| \| \| \| |
|  |                                                               |
|  | Chlorophyceae                                                 |
|  |                                                               |
|  | Ulvophyceae                                                   |
|  |                                                               |

|  | Chlorophyceae |
|  |               |
|  | Ulvophyceae   |
|  |               |

Como las prasinofitas, la mayoría son marinas; solo Trebouxiophyceae y Chlorophyceae son de agua dulce y del suelo.